# Плутонийдиалюминий
Плутонийдиалюминий — бинарное неорганическое соединение
плутония и алюминия
с формулой Al2Pu,
кристаллы.

## Получение
- Сплавление стехиометрических количеств чистых веществ:

{\displaystyle {\mathsf {Pu+2Al\ {\xrightarrow {1540^{o}C}}\ Al_{2}Pu}}}

## Физические свойства
Плутонийдиалюминий образует кристаллы
кубической сингонии,
пространственная группа F d3m,
параметры ячейки a = 0,7831÷0,7848 нм, Z = 8,
структура типа Cu2Mg.
Соединение Al2Pu конгруэнтно плавится при температуре 1540°С
(по другим данным 1490°С).